# Raúl Justiniano
Miguel Raúl Justiniano Abella (Santa Cruz de la Sierra, 29 settembre 1977) è un ex calciatore boliviano, di ruolo centrocampista.

## Biografia
Oltre a lui, la sua famiglia ha avuto tre figli: Silvestre, Johnny e Elar: quest'ultimo è deceduto il 26 gennaio 2011 in seguito a un incidente stradale.

## Caratteristiche tecniche
Giocava come centrocampista; ricoprì vari ruoli in tale reparto.

## Carriera

### Club
Justiniano approdò al calcio professionistico prima dei vent'anni: la sua prima squadra fu il Blooming, formazione della sua città natale. Con tale divisa partecipò a diverse edizioni della Liga del Fútbol Profesional Boliviano, il massimo torneo calcistico nazionale. Nel campionato 1998 fu tra i titolari della rosa che vinse il campionato; disputò, in tale occasione, entrambe le partite della finalissima, che vide il Blooming contrapporsi al Wilstermann. L'anno seguente fu ancora tra i vincitori, segnando peraltro una doppietta in finale il 15 dicembre 1999 contro il The Strongest di La Paz. Una volta terminato il campionato del 2001 passò all'Oriente Petrolero – altra squadra di Santa Cruz. Giocò due stagioni da titolare, superando i 60 gettoni di presenza. Nel 2004 fece ritorno al Blooming; nel 2005, invece, giocò per la prima volta fuori dalla propria città d'origine, trasferendosi a Cochabamba per disputare il torneo con il Wilstermann. A La Paz, invece, giocò per il Bolívar l'annata 2006. Nel 2007 passò al Real Mamoré, nel 2008 al Guabirá di Montero e nel 2009 al La Paz Fútbol Club. Nel 2010 giocò la Copa Simón Bolívar con il Real América; nel dicembre dello stesso anno lasciò il club.

### Nazionale
Debuttò in Nazionale maggiore il 28 aprile 1999, in occasione dell'incontro amichevole di Cochabamba con il Cile. Nello stesso anno venne incluso nella lista per la Copa América. In tale competizione, però, non fu mai impiegato. Partecipò alla FIFA Confederations Cup 1999, giocando contro l'Egitto il 25 luglio. Giocò anche in alcune gare valide per le qualificazioni a Corea del Sud-Giappone 2002. Nel 2001 fu chiamato a partecipare alla Copa América. Debuttò contro la Costa Rica il 19 luglio a Medellín; quella gara rimase l'unica nel torneo. Nel 2003 prese parte alle qualificazioni a Germania 2006. Ha chiuso la carriera in Nazionale nel 2005, raggiungendo quota 26 presenze.

## Palmarès

### Club

#### Competizioni nazionali
- Campionato boliviano: 3

Blooming: 1998, 1999
Bolívar: Apertura 2006